# Copa Lipton
Copa Lipton – seria dwudziestu dziewięciu towarzyskich meczów piłki nożnej między reprezentacjami Argentyny i Urugwaju o puchar Thomasa Liptona, która odbyła się w latach 1905–1992.
Turniej został powołany do życia w 1905 przez magnata herbaty i wielkiego fana piłki nożnej Thomasa Liptona, który później zorganizował podobne Lipton Cup (rozgrywany w południowych Włoszech w latach 1909–1915) i Thomas Lipton Trophy (w Turynie w 1909 i 1911 roku).
W intencji autora, turniej Copa Lipton miał być rozgrywany co roku między Argentyną a Urugwajem, jedynymi krajami Ameryki Południowej posiadającymi reprezentacje. W zespołach mogli znajdować się tylko piłkarze urodzeni na terenie danego kraju, a wpływy z meczów przekazywane były na cele charytatywne. Mecze miały się odbywać, na zmianę, w Buenos Aires i Montevideo. W przypadku remisu po 90 minutach meczu zwycięstwo należało do drużyny gości.
Pierwsze spotkanie zostało rozegrane 15 sierpnia w Campo de la Sociedad Sportiva w Buenos Aires. Mecz zakończył się remisem 0:0, a Urugwaj – drużyna gości – otrzymał trofeum.
Wraz z Copa Newton, kolejnym trofeum piłki nożnej pomiędzy Urugwajem i Argentyną, Copa Lipton zdobyło popularność w obu krajach. Do 1919 roku było odgrywane corocznie, z wyjątkiem 1914. W latach dwudziestych turniej wszedł w sytuację kryzysową: popularność Copa América zaczęła przyćmiewać kolejne Copa Lipton, które odbyły się w 1920, 1921 i 1926 roku.
W latach trzydziestych Copa Lipton odbyło się tylko raz, w wyniku ochłodzenia się stosunków obu reprezentacji po Mistrzostwach Świata w 1930.
W następnych latach mecze były grane sporadycznie – w latach 1942–1976 rozegrano tylko 7 spotkań. 23 września 1992 na stadionie Estadio Centenario w Montevideo odbył się ostatni mecz turnieju: zakończył się remisem 0:0, a puchar otrzymała drużyna gości – Argentyna. Puchar Copa Lipton do dzisiaj znajduje się w siedzibie reprezentacji w Buenos Aires.

## Tabela wyników
|     |                        |              | Argentyna | Urugwaj |             | triumfator turnieju |
| --- | ---------------------- | ------------ | --------- | ------- | ----------- | ------------------- |
| 1.  | 15 sierpnia 1905(dts)  | Buenos Aires | 0         | 0       | po dogrywce | Urugwaj             |
| 2.  | 15 sierpnia 1906(dts)  | Montevideo   | 2         | 0       |             | Argentyna           |
| 3.  | 15 sierpnia 1907(dts)  | Buenos Aires | 2         | 1       |             | Argentyna           |
| 4.  | 15 sierpnia 1908(dts)  | Montevideo   | 2         | 2       |             | Argentyna           |
| 5.  | 15 sierpnia 1909(dts)  | Buenos Aires | 2         | 1       |             | Argentyna           |
| 6.  | 15 sierpnia 1910(dts)  | Montevideo   | 1         | 3       | (0-1)       | Urugwaj             |
| 7.  | 15 sierpnia 1911(dts)  | Buenos Aires | 0         | 2       |             | Urugwaj             |
| 8.  | 15 sierpnia 1912(dts)  | Montevideo   | 0         | 2       |             | Urugwaj             |
| 9.  | 15 sierpnia 1913(dts)  | Avellaneda   | 4         | 0       |             | Argentyna           |
| 10. | 15 sierpnia 1915(dts)  | Buenos Aires | 2         | 1       |             | Argentyna           |
| 11. | 15 sierpnia 1916(dts)  | Montevideo   | 2         | 1       | (0-1)       | Argentyna           |
| 12. | 15 sierpnia 1917(dts)  | Avellaneda   | 1         | 0       | (1-0)       | Argentyna           |
| 13. | 20 września 1918(dts)  | Montevideo   | 1         | 1       |             | Argentyna           |
| 14. | 7 września 1919(dts)   | Buenos Aires | 1         | 2       |             | Urugwaj             |
| 15. | 12 listopada 1922(dts) | Montevideo   | 0         | 1       |             | Urugwaj             |
| 16. | 24 czerwca 1923(dts)   | Buenos Aires | 0         | 0       |             | Urugwaj             |
| 17. | 25 maja 1924(dts)      | Montevideo   | 0         | 2       |             | Urugwaj             |
| 18. | 30 sierpnia 1927(dts)  | Buenos Aires | 0         | 1       | (0-1)       | Urugwaj             |
| 19. | 21 września 1928(dts)  | Montevideo   | 2         | 2       | (1-0)       | Argentyna           |
| 20. | 28 września 1929(dts)  | Buenos Aires | 0         | 0       |             | Urugwaj             |
| 21. | 11 listopada 1937(dts) | Buenos Aires | 5         | 1       |             | Argentyna           |
| 22. | 25 sierpnia 1942(dts)  | Montevideo   | 1         | 1       |             | Argentyna           |
| 23. | 18 lipca 1945(dts)     | Montevideo   | 2         | 2       |             | Argentyna           |
| 24. | 5 czerwca 1957(dts)    | Buenos Aires | 1         | 1       |             | Urugwaj             |
| 25. | 15 sierpnia 1962(dts)  | Buenos Aires | 3         | 1       | (1-0)       | Argentyna           |
| 26. | 5 czerwca 1968(dts)    | Buenos Aires | 2         | 0       | (1-0)       | Argentyna           |
| 27. | 17 maja 1973(dts)      | Buenos Aires | 1         | 1       | (0-1)       | Urugwaj             |
| 28. | 8 kwietnia 1976(dts)   | Buenos Aires | 4         | 1       | (1-0)       | Argentyna           |
| 29. | 23 września 1992(dts)  | Montevideo   | 0         | 0       |             | Argentyna           |